# Winnipeg Beach Provincial Park
Winnipeg Beach Provincial Park är en park i Kanada.   Den ligger i provinsen Manitoba, i den sydöstra delen av landet, 1 700 km väster om huvudstaden Ottawa. Winnipeg Beach Provincial Park ligger 222 meter över havet.
Terrängen runt Winnipeg Beach Provincial Park är mycket platt. Runt Winnipeg Beach Provincial Park är det ganska glesbefolkat, med 42 invånare per kvadratkilometer.. Närmaste större samhälle är Gimli, 14,9 km norr om Winnipeg Beach Provincial Park.
Trakten runt Winnipeg Beach Provincial Park består till största delen av jordbruksmark.